# Going Ga-ga

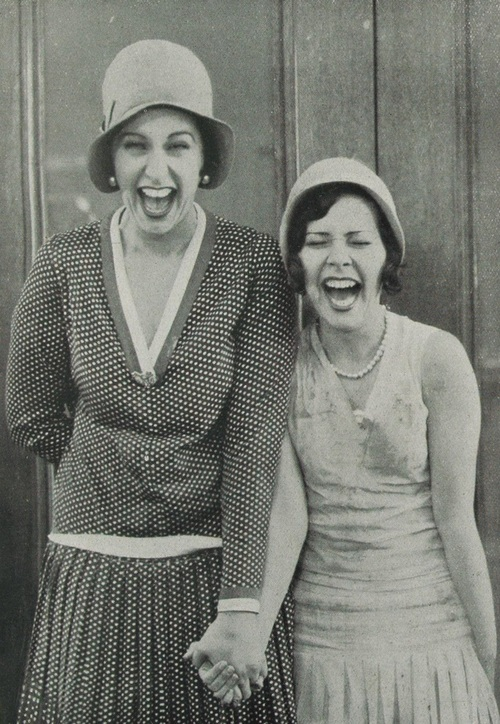
Photo promotionnelle d'Anita Garvin et Marion Byron.

Going Ga-ga  est un court métrage américain comique réalisé par James W. Horne et Gilbert Pratt, sorti en 1929.

## Fiche technique
- Titre : Going Ga-ga
- Réalisation : James W. Horne, Gilbert Pratt
- Scénario : Leo McCarey
- Photographie : Art Lloyd
- Montage : William H. Terhune
- Producteur : Hal Roach
- Société de production : Hal Roach Studios
- Société de distribution : Metro-Goldwyn-Mayer (MGM)
- Pays de production :  États-Unis
- Langue : Anglais
- Format : 1.33 : 1, 35mm, noir et blanc
- Durée : 20 minutes
- Date de sortie : 
  - États-Unis : 5 janvier 1929

## Distribution
- Max Davidson
- Edgar Kennedy
- Marion Byron
- Anita Garvin
- Wally Albright
- Kay Deslys